# Bathory (band)
Bathory is een Zweedse heavymetalband, opgericht in 1983 door Ace Börje Forsberg (artiestennaam: Quorthon).
Er zijn maar weinig bands in het metalgenre die eenzelfde cultstatus genieten als het Zweedse Bathory, onder andere omdat de band in haar 21-jarig bestaan nimmer een liveoptreden heeft gegeven. De band wordt achteraf gezien als verantwoordelijk voor het ontstaan van de vikingmetal en medeverantwoordelijk voor het ontstaan van de eerste golf black metal in de jaren 80 van de 20e eeuw.

## Biografie

### Het ontstaan en eerste geluidsdragers
In 1983 werd de band Nosferatu opgericht door zanger/gitarist 'Ace Shot', drummer Jonas (aka ‘Vans’) en bassist Freddan (aka ‘Hanoi’). De bandnaam werd uiteindelijk veranderd in Bathory, genoemd naar de beroemde bloedgravin en 'Ace Shot' veranderde later zijn pseudoniem in Quorthon. Tijdens de afwezigheid van Jonas en Freddan in de zomer van 1983 neemt Quorthon met twee ex-leden van zijn vorige band ‘Stridskuk’ (bassist Rickard "Ribban" Bergman en drummer Johan "Jolle" Elvén) een aantal nummers op waarvan ‘You don’t move me’ en ‘Die In Fire’ jaren later het licht zagen op de verzamelalbums Jubileum I en Jubileum II. In het begin was de muziek van de groep een snellere versie van de Britse groepen Motörhead en GBH met een flinke tekstuele dosis satanisme en de donkere sfeer van Black Sabbath.
Quorthon was inmiddels parttime als jonge jongen werkzaam bij Tyfon Records. Dit label zou een verzamelalbum (Scandinavian Metal Attack) op de markt gaan brengen. Toen een Finse band vlak voor de deadline moest afzeggen, rook Quorthon zijn kans. Hij wist een plek te bemachtigen op het album. De bijdrage bestond uit twee nummers, ‘Sacrifice’ en ‘The Return of Darkness and Evil’. De nummers werden door Quorthon, Jonas en Freddan in januari 1984 opgenomen en het verzamelalbum werd in maart 1984 op de wereld losgelaten. Kort na de opnames viel de line-up uit elkaar. In feite bestond de band niet meer, maar omdat Quorthon werd gevraagd een volledig album op te nemen wegens de positieve reacties op de Bathory-nummers van het verzamelalbum, zocht hij snel nieuwe leden.
Bassist Ribban wilde net als het jaar ervoor Quorthon wel tijdelijk uit de brand helpen en de nieuwe drummer werd Stefan Larsson. In mei 1984 dook de nieuwe line-up de studio in en nam ‘Satan My master’ en ‘Witchcraft’ op. (Deze opnames zouden pas in 1998 op de verzamelaar Jubileum III worden uitgebracht). In juni 1984 werd in dezelfde line-up het debuutalbum Bathory opgenomen, dat in oktober uitkwam.

### The Return... & Under The Sign of the Black Mark
In november vinden opnames plaats voor een EP die ‘Necronomicon’ of ‘Maleficarum’ moet gaan heten. De nummers "Children of the Beast", "Crown of Thorns on the Golden Throne", "Crucifix" en "Necronomicon" worden opgenomen maar om diverse redenen niet uitgebracht.
Uiteindelijk duikt Quorthon in februari 1985 met Stefan Larsson en nieuwe bassist Andreas 'Adde' Johansson de studio in voor de opnames van het tweede album. Halverwege de opnames werd bassist Adde echter wegens drugsgebruik uit de band gezet. Het album moest klinken als de hel zelve en het resultaat was ernaar. In mei 1985 bracht de band het ultrasnelle en satanische album The Return ... uit. Bathory schoot op dit album zichzelf op alle vlakken voorbij.
Later in 1985 vinden de OKKULTA-sessies plaats met drummer Stefan. De nummers 'Black Leather Wings', 'Hellfire', 'Majestica Satanica', 'Circle Of Blood', 'Wicca', 'The Call From The Grave' and 'Undead' worden opgenomen. Maar ook deze opnames worden niet uitgebracht.
Gedurende de eerste helft van 1986 werken Quorthon en Stefan aan nieuw materiaal. Vanwege het opnameschema en logistieke problemen kan Stefan echter geen medewerking verlenen aan de opnames van een nieuw album. In eerste instantie had Quorthon drummer Carsten van Artillery gevraagd om te komen drummen bij de band, maar Carsten weigerde. Met drummer Paul Pålle Lundberg betrekt Quorthon de studio in de herfst van 1986 om het album Under the Sign of The Black Mark op te nemen. Dit album wordt als ware klassieker door menig metalfan omarmd en is de verpersoonlijking van de black metal in al zijn facetten. De snelle furieuze stijl is nog volop aanwezig, maar de nummers zijn strakker uitgevoerd en het album bevat ook enkele midtempo en slepende composities die de variatie van het album alleen maar ten goede komen. De productie van de schijf is ronduit venijnig. De slepende nummers "Call From the Grave" en vooral "Enter The Eternal Fire" zijn een voorbode van de stijl die Bathory later zou perfectioneren.
Eind 1987 vindt er nog een studiosessie plaats onder de werknaam 'Requiem' (die overigens niets te maken heeft met het album 'Requiem' uit 1994), maar van deze sessie uit 1987 verschijnen alleen de nummers 'Crawl to your Cross' en 'Burnin' Leather' jaren later op de verzamelalbums Jubileum I en Jubileum II.

### Transformatie tot grondleggers van de vikingmetal
In 1988 werkt Quorthon aan het conceptalbum Blood on Ice, maar de opnames belanden op de plank. In oktober 1988 ziet Blood Fire Death het levenslicht. De transformatie van de stijl, ingezet door het album ‘Under The Sign…’ wordt hierop doorgezet. Een tweetal lange epische nummers ('A Fine Day to Die' en 'Blood Fire Death') krijgen een belangrijke rol aan het begin en einde van het album en de snelle songs ertussenin zijn niet meer zo satanisch en snel als op voorgaande albums, maar hebben meer raakvlakken met thrashmetal. Het resultaat van de overgang waarin Bathory zich bevindt wordt in juni 1989 opgenomen en in april 1990 op de wereld losgelaten onder de naam Hammerheart. Op dit album kiest Quorthon definitief voor de weg van de lange en slepende epische nummers, met teksten over de rijke geschiedenis van Scandinavië. Deze stijl zou later vikingmetal genoemd worden en tal van jonge nieuwe bands beïnvloeden. Op het in 1991 verschenen album Twilight of the Gods wordt de stijl en productie verder verfijnd en ontdaan van de scherpe randjes. Er is nog veel meer akoestische gitaar aanwezig en Quorthon stapt over op volledig cleane zang.

### De magere jaren
Na ‘Twilight of the Gods’ lijkt Quorthon de richting echter kwijt. Hij ziet niet hoe hij deze stijl nog verder kan doorontwikkelen en wil niet in herhaling vallen. Het gevolg is een tweetal thrashmetalalbums (Requiem en Octagon). Deze laatste twee albums konden niet door alle fans worden gewaardeerd. Ook verschijnen de Jubileum-verzamelaars waarop, zoals al eerder vermeld, enkele obscure nummers terug te vinden zijn. Mede dankzij aanhoudende smeekbedes van fans en media brengt Quorthon in 1996 de opgepoetste (en soms heropgenomen) oude nummers van de Blood on Ice-sessie uit. Ook brengt hij onder zijn eigen artiestennaam ‘Quorthon’ twee albums uit die weinig tot geen raakvlakken met Bathory hebben. Hierna blijft het enkele jaren stil wat nieuw studiowerk betreft.

### Herboren en beëindigd
Uiteindelijk verschijnt er in 2001 een nieuw studioalbum, Destroyer of Worlds, waarop Quorthon alle stijlen presenteert die hij tot dan toe met Bathory heeft gespeeld. In 2002 en 2003 komen Nordland I en Nordland II uit, twee albums die het midden houden tussen 'Blood, Fire Death', 'Hammerheart' en 'Twilight of the Gods' met de nadruk op ‘Hammerheart’.
Quorthon overlijdt op 3 juni 2004 door een hartstilstand, wat het einde van de band betekent.

## Discografie

### Studioalbums
- Bathory (1984)
- The Return (1985)
- Under The Sign Of The Black Mark (1986)
- Blood Fire Death (1988)
- Hammerheart (1990)
- Twilight of the Gods (1991)
- Requiem (1994)
- Octagon (1995)
- Blood On Ice (1996)
- Destroyer of Worlds (2001)
- Nordland I (2002)
- Nordland II (2003)

### Compilatiealbums
- Jubileum Volume I (1993)
- Jubileum Volume II (1993)
- Jubileum Volume III (1998)
- Katalog (2003)

### Bootlegs
- The True Black Essence

### Muziekvideo's
- 1990 "One Rode to Asa Bay"